# Gonc'a
Gospa Gonc'a Kakhaberidze (Gvantsa, გვანცა; Guantsa, გუანცა; Gwantza, Gontza, Gontsa) (? - o. 1263.) bila je kraljica Gruzije i velika plemkinja.
Bila je kći Kakhabera IV. Kakhaberidzea, koji je bio vojvoda Račhe i Takverija.
Gonc'a se prvo udala za princa Avaga Mkhargrdzelija, a poslije za kralja Davida VII. Ulua. Avagu je rodila kćer zvanu Khvashak, a Davidu sina, princa koji je poslije postao kralj Demetrije II. Gruzijski.
Gonc'a je ubijena od strane Mongola oko 1263. god., po naredbi Hulagu-kana.